# 규칙제정권
규칙제정권이란 행정법상 개념으로 헌법기관이 헌법에 근거하여 사무처리에 관한 규칙을 세울 수 있는 권한을 말한다. 헌법상 규칙제정권을 가진 기관으로는 국회, 대법원, 헌법재판소, 중앙선거관리위원회가 있다. 이들 기관이 제정한 규칙은 법규명령에 해당한다고 보고 있다. 